# 蘭格瑙巴赫河 (羅德巴赫河支流)
50°19′43.84″N 11°30′15.89″E / 50.3288444°N 11.5044139°E
蘭格瑙巴赫河（德語：Langenaubach），是德國的河流，位於該國東南部，由巴伐利亞負責管轄，屬於羅德巴赫河的左支流，河道全長6.4公里，流域面積13.6平方公里，河口處在北哈爾本。